# Rory Miller
Rory Miller je bývalý americký seržant, spisovatel, instruktor sebeobrany a odborník na problematiku násilí. Celosvětově je považován za kapacitu v oblasti reálné sebeobrany (Reality-Based Self Defense). U nás vešel do povědomí svou první knihou Realita násilí: K čemu jsou bojová umění ve skutečném světě. Ve svých knihách klade důraz na pochopení, že skutečná sebeobrana a násilí jsou opředeny mýty z filmů a bojových umění, kvůli čemuž bývá sebeobrana nesprávně chápána a vyučována. Miller má dvě děti a se svou ženou Kami (která má kořeny v České republice) žije na americkém Severozápadě. Spolupracuje s významnými americkými autory a instruktory na poli sebeobrany, jako jsou Marc MacYoung, Lawrence Kane a další.

## Zkušenosti
Miller sloužil sedmnáct let (od roku 1991) u vězeňské služby v americkém Oregonu. Sloužil ve věznici se zvýšenou ostrahou, kde byl roku 1998 jmenován do vězeňské zásahové jednotky CERT. V roce 2002 se stal jejím velitelem. Vedl výcvik svého týmu v oblasti neozbrojeného boje a sebeobrany. Je držitelem certifikátů pro použití prostředků na rozhánění davu (zásahové výbušky, tzv. „flashbang“) a dalších nesmrtících prostředků a zbraní. Absolvoval kurz krizového transportu, dělal poradce pro pátrací a záchranný tým, účastnil se kurzů policejních vyjednavačů a pořádal kurzy krizové komunikace, donucovacích služebních zásahů a defenzivních taktik. Čtrnáct let působil též jako vězeňský poradce v iráckých věznicích v Bagdádu a Sulajmáníje. Po celém světě pořádá semináře zaměřené na sebeobranu, komunikaci v konfliktních situacích a teorii násilí.

## Sebeobrana
Rory Miller zasvětil svůj život násilí a rozšiřování povědomí o tom, že skutečná násilí a sebeobrana nemají nic společného s tím, co často učí příručky sebeobrany a instruktoři bez zkušeností. Sám si ve službě prošel mnoha přímými střety a během nich si ověřil, že se fyzické i psychické možnosti jedince v krajně stresové situace značně mění a spousta „populárních“ technik sebeobrany vůbec nefunguje. Sám drží černý pás v japonském jiu-jutsu (s bojovým uměním začal v roce 1981). Toto rozepsal ve své nejúspěšnější knize Realita násilí, ve které mimo jiné řeší pozadí a dynamiku konfliktních situací.
Miller přistupuje k sebeobraně nanejvýš systematicky a jeho teorie mají především sloužit praxi. Rozlišuje dvě základní motivace k násilnému jednání – sociální a asociální.

### Asociální motivace (motivace „predátorů“)
V případě asociálních motivací útočník nepovažuje svou oběť za soupeře. Smýšlí jako predátor. Predátoři nebojují, oni loví. Tyto útočníky je možné rozdělit na dvě základní skupiny. V prvním případě vnímá útočník svou oběť jako zdroj prostředků, oběť má něco, co útočník chce nebo potřebuje, a proto si to jde vzít. Obvykle jsou to peníze a cennosti. U začínajících zločinců se objevuje prvek racionalizace, kdy sami sebe ubezpečují o tom, že mají právo si to vzít a vlastně je jim společností křivděno, přičemž oni jsou oběti. Takováto „mentální gymnastika“ silně ulevuje svědomí. V druhém případě se útočník zaměřuje na proces, který s obětí zamýšlí. Vraždy prováděné dlouhotrvajícím trýznivým způsobem nebo znásilnění jsou typickými příklady. Takoví útočníci páchají své zločiny z vnitřních pohnutek, prostě je to baví nebo naplňuje (sériové vraždy, mučení, znásilňování, fyzická napadení „jen tak“).

### Sociální motivace
Sociálně motivované konflikty často nevedou (nebo nemusí vést) k vážnějšímu násilí. Obvykle jde o vzájemné provokace, či přímo útoky, jejichž smyslem je zvýšit svůj společenský status
v rámci dané skupiny, nicméně vhodnou psychologickou manipulací a prevencí se fyzickému kontaktu dá většinou předejít. Útočník tu bere protivníka jako rivala, kterého se snaží porazit a získat si tak respekt přihlížejících.
Nezbytné je vhodně rozeznat situaci, a tudíž i pravděpodobnou motivaci pachatele (asociální / sociální), neboť taktiky, jak čelit jednomu typu útočníků, budou fatální nebo neúčinné v případě druhého, což rozebírá ve svých knihách.

### Trénink
Trénink sebeobrany by měl být co možná nejpodobnější skutečným krizovým situacím, přičemž by tomu měla odpovídat i jeho atmosféra - cílem je dostat člověka do co možný nejvyšší tepové frekvence a největší produkce adrenalinu do krve (přičemž se zásadně mění fyziologické možnosti lidského těla, odpadá jemná i hrubá motorická dovednost, zhoršují se schopnosti vnímání i myšlení, v krajním případě jedná člověk pudově), aby byla simulována nejhorší možná situace a tělo si postupem tréninku navykalo na toto nastavení. Jakékoliv složitější dovednosti jako jsou páky z aikidó nebo složité kombinace technicky náročných pohybů jsou pouze zdržující a nefunkční, neboť je tělo nedokáže správně provést a často spoléhají na způsobení bolesti, kterou ale tlumí adrenalin v těle útočníka. Miller v Realitě násilí popisuje situaci ve věznici, kdy se dva vězni porvali a až po více než hodině si útočník uvědomil, že má polámané kosti v ruce - v daný okamžik ho to vůbec nebolelo. Doporučenou úderovou plochou je patka dlaně, nikoliv pěst, právě z tohoto důvodu (i boxerům se bez rukavic snadno lámou zápěstí, klouby pěsti a záprstní kůstky, neboť toto všechno u nich jinak fixuje a chrání rukavice). Ideální je celotělový chránič figuranta (tzv. "red man") nebo jeho obdoby, aby se člověk naučil vést údery plnou silou i kadencí na správná místa a nemusel se bát, že figuranta zraní. Neschopnost a morální překážka při užití násilí (byť proti útočníkovi) je silně paralyzující faktor lidské civilizované psychiky, tedy i k tomu je nutné zaujmout správný postoj a chápat násilí spíše jako prostředek komunikace, kterému jako jedinému určitá sorta lidí rozumí, a nikoliv jako apriori zavrženíhodné jednání.

## Knihy
- Realita násilí: K čemu jsou bojová umění ve skutečném světě (v originále Meditations on Violence: A Comparison of Martial Arts Training & Real World Violence vydalo YMAA Publishing v roce 2008, u nás vydalo nakladatelství Mladá fronta v roce 2017, přeložil Jan Kadlec) – první a dosud nejúspěšnější Millerova kniha, zdůrazňuje v ní odlišnosti sebeobrany a bojových umění, vyvrací mýty o násilí a zvláštní důraz klade na psychologickou stránku a etiku přiměřenosti sebeobrany. Přikládá i doporučení k tréninku sebeobrany a vysvětluje optimální kritický pohled na sebeobranu jako takovou.

- Komunikace v konfliktu (ConCom) – kniha vycházející z psychologicko-komunikačního programu ConCom, který Miller vyvinul ve spolupráci s Marcem MacYoungem a který v rámci seminářů vyučuje po celém světě. Zaměřuje se na prevenci a vhodné zvládání sociálně motivovaného násilí, respektive běžných mezilidských konfliktních situací (především emocionálních a verbálních), které ale mohou přerůst v násilí fyzické. Představuje neotřelý přístup k vnímání lidských emocí, na jehož základě lze zamezit konfliktu už v jeho zárodku. České vydání knihy vzniklo ve spolupráci s instruktorem sebeobrany Janem Kadlecem. Kniha vyšla na jaře 2018 v nakladatelství Mladá fronta.

- Přiměřená sebeobrana: Efektivní rozhodování v násilné situaci – kniha, na které se podílel dlouholetý bojovník a odborník na sebeobranu Lawrence Kane. Představuje šest základních úrovní sebeobrany (sebeprezentace, hlas, dotyk, podmanění, méně smrtící síla, smrtící síla) jako prostředek prevence i řešení konfliktů, ale především jako vodítko k přiměřenosti jednání v sebeobranné situaci a včasné rozhodování. Kniha vychází na podzim 2018 v nakladatelství Mladá fronta, překlad Jan Kadlec.